# قاروصيات
القاروصيات (الاسم العلمي: Moronidae)، فصيلة أسماك من رتبة الفرخيات، وتعرف باسم فرخيات معتدلة، تتكون الفصيلة من ستة أنواع على الأقل تعيش في المياه العذبة والمياه شبه المالحة والأنواع البحرية. توجد أنواع هذه الفصيلة بشكل شائع بالقرب من المناطق الساحلية في شرق أمريكا الشمالية (بما في ذلك خليج المكسيك) وشمال إفريقيا وأوروبا. وتضم الفصيلة جنسان الشبص القاروص.